# Redoute d'Arbaud
La redoute d'Arbaud est une fortification située à Trois-Rivières sur l'île de la Basse-Terre dans le département de la Guadeloupe aux Antilles françaises. Construite du XVIIIe siècle, les vestiges de l'ouvrage retrouvés en 2010 sont inscrits aux monuments historiques en 2016.

## Historique

### Édification et rôle défensif à la fin duXVIIIesiècle
Dans le contexte de la guerre franco-anglaise (1778-1783) due au soutien actif de la France à la guerre d'indépendance américaine, une série de fortifications côtières sont construites dès la fin du XVIIIe siècle dans toute la partie sud de l'île, face au canal des Saintes pour empêcher tout débarquement britannique dans le secteur de Basse-Terre–Vieux-Fort. Le comte d'Arbaud, gouverneur de Guadeloupe, demande à Labbé de Talsy de réaliser en urgence les éléments défensifs nécessaires de septembre 1778 à mars 1780.
Parmi ceux-ci, la redoute d'Arbaud est édifiée de manière dite « passagère », c'est-à-dire principalement en bois, sur le rebord d'une crête à l'est des monts Caraïbes sur la rive droite de la rivière Grande Anse (sur l'actuel territoire de Trois-Rivières) afin de renforcer les batteries de défense orientales, de contrôle la baie de Grande Anse (lieu propice à un débarquement) et de bloquer l'accès au plateau du Palmiste. Elle est inscrite dans une ligne de défense comprenant à l'est de la rivière Grande Anse la redoute Gagneron, la batterie de Marre et la redoute du Bois. En 1779, la redoute d'Arbaud est armée d'un canon de calibre 18 et de deux canons de calibre 6 tandis qu'une position haute en arrière la couvre par la batterie De Launay constituée de quatre canon de calibre 18.
Avec la Révolution française, les Anglais attaquent en avril 1794 la Guadeloupe et débarquent au Gosier sur la Grande-Terre. La redoute d'Arbaud et la batterie De Launay – toujours tenues par les compagnies des capitaines Roger et Icard qui n'ont pas déserté – constituent alors les premières lignes de potentiels combats qui finalement auront lieu dans le secteur de Baillif.
La redoute d'Arbaud est en fonction au moins jusqu'en 1798 avant d'être abandonnée.

### Fouilles archéologiques (2010-2012)
En 2010, des sondages permettent de mettre au jour la plateforme de la redoute qui s'étend sur environ 800 m2 ainsi que la porte d'accès maçonnée, la passerelle et le fossé. Une deuxième campagne archéologique est entreprise en 2012. Les vestiges de la redoute d'Arbaud sont inscrits aux monuments historiques le 27 avril 2016.